# Dorin Goga
Dorin Goga (ur. 2 lipca 1984 w Zalău) – rumuński piłkarz grający na pozycji napastnika. Od 2012 roku zawodnik klubu ASA Târgu Mureș. W reprezentacji Rumunii zadebiutował w 2012 roku. Do 1 grudnia 2013 roku rozegrał w niej jeden mecz.